# Villaluenga (Álava)
Villaluenga es un concejo del municipio de Ribera Alta, en la provincia de Álava, País Vasco (España).

## Despoblado
Forma parte del concejo el despoblado de:
- San Pelayo.[1]

## Historia
Hacia mediados del siglo XIX, el lugar, ya por entonces perteneciente a Ribera Alta, tenía contabilizada una población de treinta habitantes. Aparece descrito en el decimosexto y último volumen del Diccionario geográfico-estadístico-histórico de España y sus posesiones de Ultramar de Pascual Madoz con las siguientes palabras:

VILLALUENGA: l. del ayunt. de Ribera Alta en la prov. de Alava (á Vitoria 3 leg.), part. jud. de Añana, aud. terr. de Búrgos, c. g. de las Provincias Vascongadas, dióc. de Calahorra (20). sit. en la falda meridional de un monte; clima templado, y reinan todos los vientos. Tiene 6 casas; igl. parr. (Stas. Justa y Rufina) servida por un beneficiado, y una fuente para el surtido de la pobl. El térm. confina: N. Ollabarre; E. Tuyo; S. Antezana, y O. Lasierra; hay un monte de arbustos y matas bajas. El terreno es muy estéril. caminos: uno á la Puebla de Arganzon, en mal estado. El correo se recibe de esta misma pobl. prod.: trigo, cebada y avena; cria de ganado cabrio; caza de perdices. pobl.: 6 vec., 30 alm. contr.: con su ayunt. (V.).
(Madoz, 1850, p. 174)

En 2022, tenía empadronados dieciocho habitantes.

## Demografía
| Gráfica de evolución demográfica de Villaluenga entre 2000 y 2017 |
|                                                                   |
| Población de derecho según los censos de población del INE.       |

## Patrimonio
Hay en el concejo una iglesia de las Santas Justa y Rufina.